# Bartholomeus Spranger
Bartholomeus Spranger, též Bartholomaeus či Bartholomäus Spraneers (21. březen 1546 Antverpy – pohřben 27. září 1611 Praha) byl po třicet let vůdčí uměleckou osobností na dvoře císaře Rudolfa II. v Praze. Původem Vlám, vynikl jako manýristický malíř obrazů a fresek, byl vynikajícím kreslířem a doloženy jsou i jeho sochařské a grafické pokusy. K malířově věhlasu přispěly četné přepisy jeho obrazů do podoby grafických listů, které zhotovovali přední evropští rytci.

## Životopis
Bartholomeus Spranger se narodil v rodině antverpského obchodníka Joachima Sprangera a Anny Roelants, s níž měl další dva syny, Quirina a Matyáše, a dceru Annu. Jako dvanáctiletý vstoupil do dílny otcova přítele Jana Mandijna (1500 ?–1560 ?), který navazoval na tvorbu Hieronyma Bosche. Po jeho smrti Spranger několik měsíců pracoval u krajináře Franse Mostaerta (1528–1560), aby nakonec vstoupil do učení ke Cornelisi van Dalem (1530/1535–1573/1576). Van Dalemův způsob malby byl ovlivněn pracemi Pietera Brueghela staršího (1525/1530–1569) a dobovým italským manýrizmem. Spranger v jeho dílně pracoval až do začátku roku 1565. Ovlivnily ho i kresby Jacoba Wickrama, se kterým na jaře 1565 odcestoval do Paříže, aby ještě téhož roku zamířil přes Lyon do Milána. Na jaře následujícího roku odešel do Parmy, kde několik měsíců pracoval s Bernardinem Gattim (1493 ?–1575) a jeho synem na freskách v kopuli chrámu Santa Maria della Steccata. Ale ještě v roce 1566 odešel do Říma, kde si ho všiml Giulio Clovio (1498–1578), poslední velký miniaturista působící ve službách kardinála Alessandra Farnese. Kardinál Sprangera ubytoval ve svém římském paláci Cancellaria, kde pracoval pod Cloviovou patronací. Avšak neméně významné bylo pro Sprangera římské setkání s Hansem Speckaertem, během kterého se zdokonalil v kresebné kompozici. V roce 1570 vstoupil do služeb papeže Pia V. jako „papežův malíř“. Po papežově smrti (1572) Spranger namaloval několik obrazů pro římské kostely. Jeho nezávislý umělecký projev upoutal Giovanniho da Bolognu, zvaného Giambologna (1529–1608), který jej doporučil, spolu s Hansem Montem (1542/1545–po 1582), císaři Maxmiliánu II. Oba společně pracovali na štukové a malířské výzdobě loveckého zámku Neugebäude u Vídně. Vzhledem k císařově smrti (1576) zůstala výzdoba zámku nedokončená. Na pokyn barona Wolfganga Rumpfa von Wielroo, nejvyššího komořího císaře Rudolfa II., Spranger nakonec odcestoval do Prahy (1580), kde ho následujícího roku císař jmenoval dvorním malířem. Brzy poté se oženil s Christinou, dcerou pražského zlatníka Mikuláše Müllera. V roce 1582 odjel Spranger se svou manželkou do Augsburgu, kam odcestoval císař s doprovodem, aby se zúčastnil říšského sněmu. Při návratu se Spranger zastavil ve Vídni, aby v císařském Hofburgu freskami vyzdobil několik místností. V Praze se natrvalo usadil v roce 1584, kdy vstoupil do Staroměstského malířského cechu.

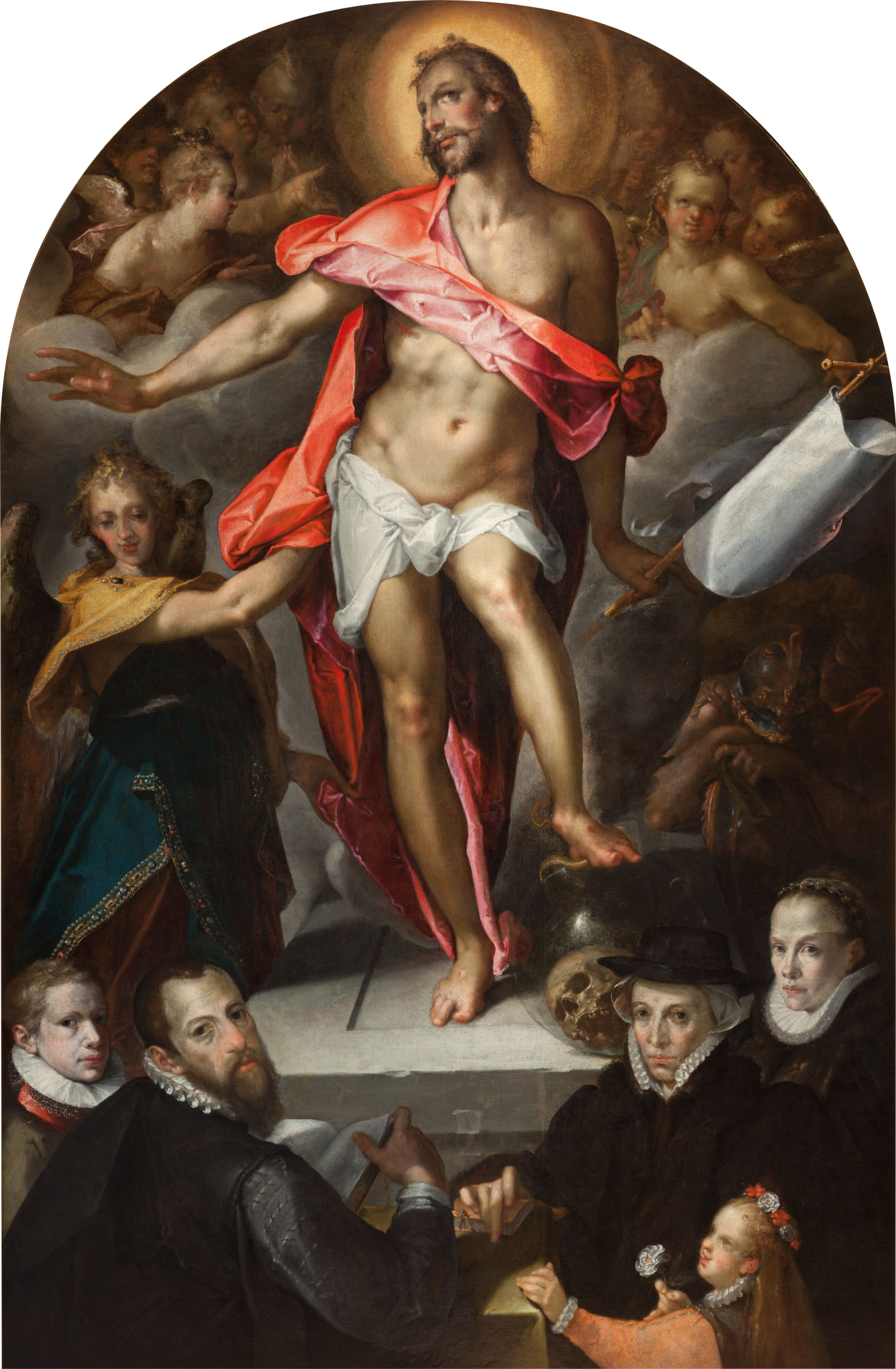
Epitaf Mikuláše Müllera (Národní galerie, Praha)

Po smrti svého tchána (1588) Spranger zdědil značný majetek. Vzhledem k důvěrnému přátelství s Rudolfem II. ho v roce 1588 císař povýšil do šlechtického stavu. V roce 1593 se Spranger stal měšťanem Menšího města pražského a o dva roky později mu císař vylepšil jeho erb a opětovně ho povýšil do šlechtického stavu s přídomkem – van dem Schilde. Ještě před rokem 1598 do Prahy přicestovali i Sprangerovi sourozenci – Quirin, Matyáš a Anna – aby se zde stali malostranskými měšťany. Hluboce však malíře zasáhla smrt manželky (1600), což se projevilo přerušením práce na malířských objednávkách. Nakonec se Spranger vydal na cestu přes Drážďany a Kolín nad Rýnem do rodného Amsterodamu (1602). Konečnou zastávkou v Holandsku byl Haarlem, kde se setkal Karlem van Manderem (1548–1606), který se později stal autorem malířova životopisu. Byl přijat v Haarlemské akademii, k jejímž zakladatelům, vedle van Mandera, patřil i Hendrik Goltzius (1558–1617) a Cornelis Cornelisz van Haarlem (1562–1638). Po návratu do Prahy si císař Sprangera natolik vážil, že mu dovolil malovat i v ateliéru, který si malíř zařídil ve svém malostranském domě (dnes Thunovská 19). Snad v něm maloval ještě v den své smrt (27. září 1611). Byl pohřben do hrobky v kapli sv. Matěje v dnes již zaniklém malostranském kostele sv. Jana Křtitele. V tomto kostele byli pohřbeni i Joseph Heintz (1609) a Hans von Aachen (1615).

## Umělecká tvorba

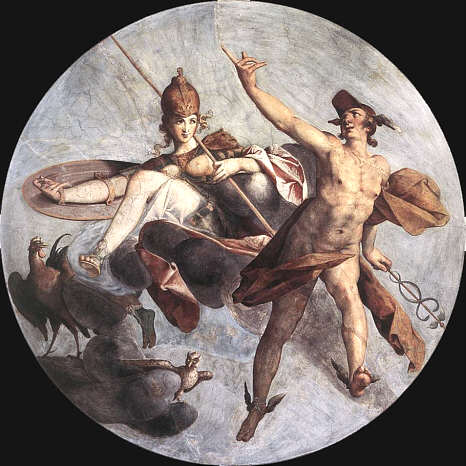
Hermathena (Bílá věž Pražského hradu)

Sprangerovo celoživotní dílo ovlivnil zejména jeho pobyt v Římě, kde se inspiroval díly Parmigianina a bratří Zuccariů. Vedle portrétů se věnoval alegorické, mytologické a náboženské malbě, včetně epitafů věnovaných významným osobnostem. Na rozdíl od ostatních rudolfínských malířů se věnoval i freskové malbě. Italská zkušenost se ve Sprangerově malbě projevila dynamickou kompozicí postav ve vířivém pohybu a zářivou barveností, s převahou žluté a červené barvy, a s jemnými odstíny modře a zeleně. Nové tvůrčí podněty se v jeho malbě objevily s příchodem protobarokních malířů, Hanse von Aachen a Josepha Heintze staršího, na císařský dvůr v Praze. Tyto podněty Spranger přetvořil ve vlastní styl zřejmý v dílech z 90. let 16. století. Další změnu vidíme v pozdním období jeho tvorby, kdy opustil přísnou eleganci postav a na odiv vystavil caravaggiovský temnosvit s převahou hnědých odstínů.

### Fresky
V roce 1566 byl Bartholomeus Spranger krátce pomocníkem Bernadrina Gaddiho při dokončování fresky v kopuli kostela Santa Maria della Steccata v Parmě. Odtud pochází jeho znalost techniky klasické fresky malované na vlhkou omítku, kterou následně využil při malířské a sochařské výzdobě pozdně renesanční vily kardinála Alessandra Farnese v Caprarole poblíž Říma. Náměty fresek inspirované básníkem Annibalem Caro namaloval Taddeo Zuccari a jeho bratr Federico Zuccari. Spolupráce s oběma bratry Zuccariovými byla tou nejlepší školou, které se Sprangerovi v Itálii dostalo. Již jako samostatný umělec byl Spranger v roce 1575, spolu se sochařem Hansem Montem, pověřen freskovou výzdobou letohrádku Neugebäude v císařské bažantnici na okraji Vídně. Do Vídně se ještě vrátil v roce 1602, kdy freskami vyzdobil několik komnat v Hofburgu. V té době však těžiště jeho tvorby bylo již v císařské Praze. Dokládá to Sprangerova freska v Bílé věži Pražského hradu (po 1585). Představuje Herma a Athénu (Hermathenu) jako alegorii moudrosti, výmluvnosti a bdělosti. Pro katedrálu sv. Víta v Praze Spranger namaloval fresku Nanebevzetí Panny Marie (1593), která byla později přenesena na dřevěnou desku a dnes se nachází v Nové arcibiskupské kapli (tzv. kaple probošta Hory). V její horní polovině malíř vyobrazil Pannu Marii jako Immaculatu, v dolní části namaloval apoštoly, přičemž jejich kompozici čerpal z dřevořezu Dürerových Velkých Pašijí. A podobně jako Dürer, i Spranger propůjčil svou tvář apoštolovi nesoucímu svíci.

### Obrazy a epitafy

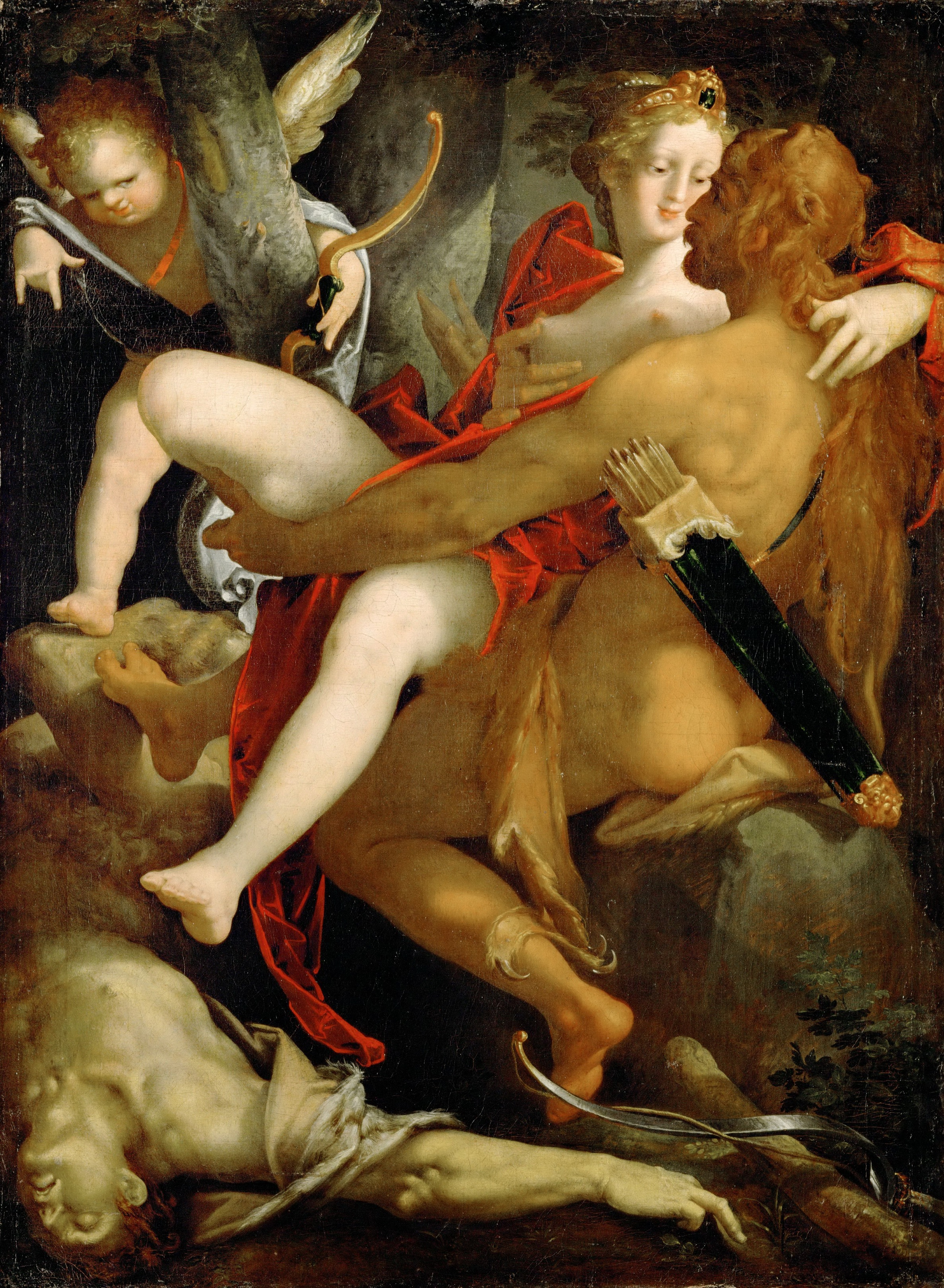
Herkules, Déianeira a kentaur Nessus (Uměleckohistorické muzeum, Vídeň)

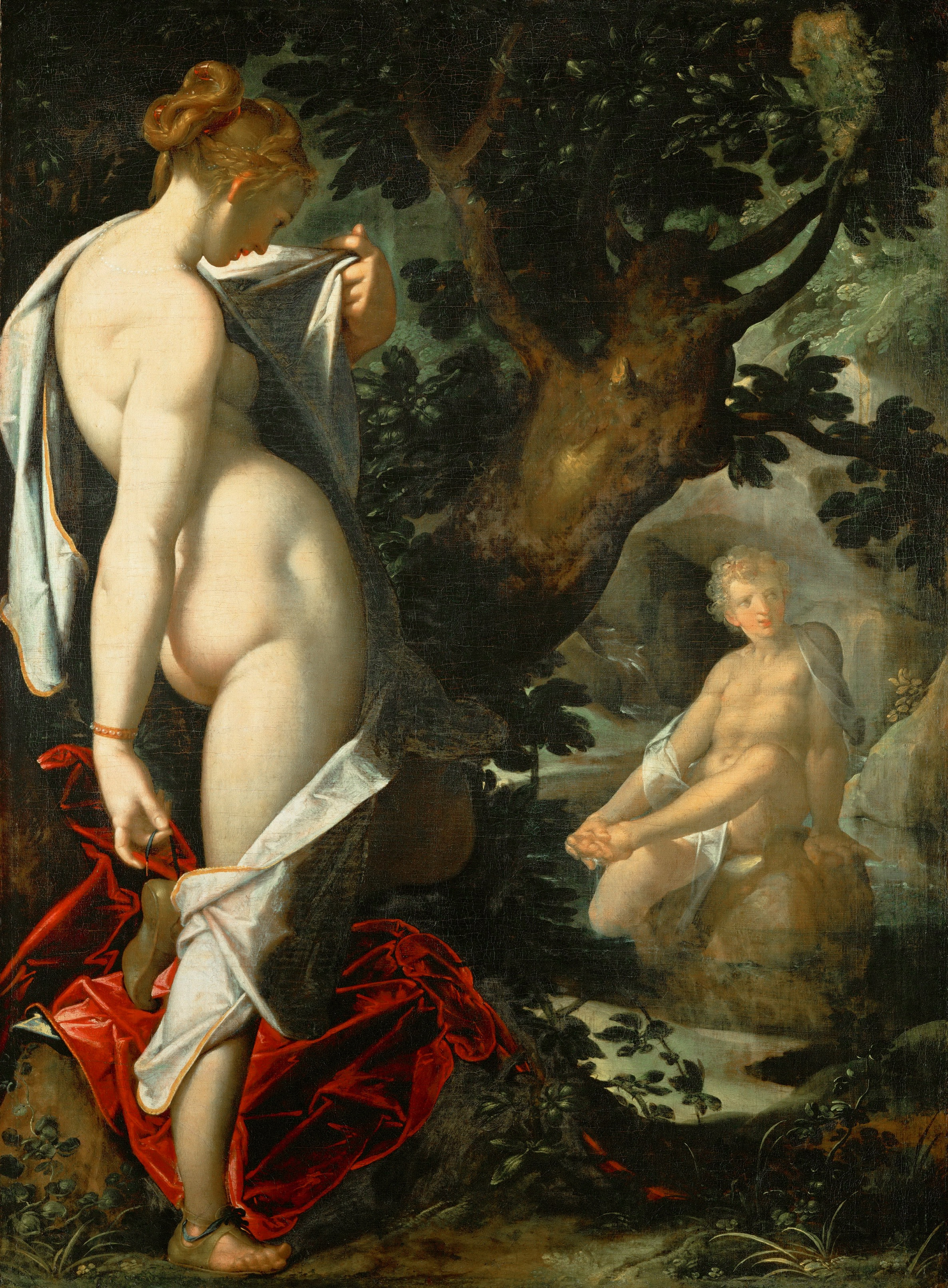
Salmakis a Hermafroditos (Uměleckohistorické muzeum, Vídeň)

Již během římského pobytu převažovaly v umělcově tvorbě obrázky nočních krajin, které upoutaly pozornost jak Giulia Clovia, tak i papeže Pia V., jenž si u Sprangera objednal obrazy s námětem pašijového cyklu. Získané italské zkušenosti Spranger definitivně zhodnotil v obraze Zmrtvýchvstání Krista (asi 1576, Strahovská obrazárna, Praha). K tomuto námětu se o několik let později vrátil v Epitafu Mikuláše Pycklera. Epitaf s klečící postavou zemřelého slezského hraběte objednal jeho bratr pro katedrálu sv. Víta v Praze (dnes v katedrální Schwarzenberské kapli). Okolo roku 1588 Spranger namaloval další obraz s obdobným námětem a to Epitaf Michaela Peterleho, knihtiskaře a iluminátora z Annabergu, bydlícího ve stejné ulici jako Spranger. Byl umístěn v kostele sv. Štěpána v Praze (dnes v depozitáři). Vliv Hanse von Aachen a Josepha Heintze staršího se projevil v Epitafu pražského zlatníka Mikuláše Müllera (počátek 90. let 16. století, Národní galerie, Praha), který Spranger považoval za jedno ze svých nejlepších děl. Pod vzkříšeným Kristem je vyobrazen Mikuláš Müller s manželkou Julianou a třemi dětmi, Mikulášem, Christinou (Sprangerova manželka) a neznámou dívkou.
V 80. letech 16. století vznikl cyklus mytologických obrazů pro Rudolfa II., v nichž se postavy vyznačovaly rafinovaným držením těla, jak patrno v Herkulovi, Déianeiře a kentauru Nessovi, zatímco postavy umístěné v krajině se vyznačovaly vertikalizací dobře patrnou v obraze Salmakis a Hermafrodítos (oba Uměleckohistorické muzeu, Vídeň). S Aachenovým poučením připadla ve Sprangerových obrazech z té doby významnější prostorová úloha světlu doložitelná v cyklu Venušiných dobrodružství. Postavy v něm nabývají až sošné podoby, dobře patrné v obraze Venuše a Adonis (Uměleckohistorické muzeu, Vídeň). V nevelké Alegorii na vládu Rudolfa II. (asi 1592, Uměleckohistorické muzeum, Vídeň) barevnost i figurální kompozice navazovala na obrazy z poloviny 70. let, zatímco z téhož období pocházející obraz Alegorie Moudrosti (Uměleckohistorické muzeum, Vídeň) vykazovala styl malby navazující na Mülerův epitaf z 90. let 16. století.

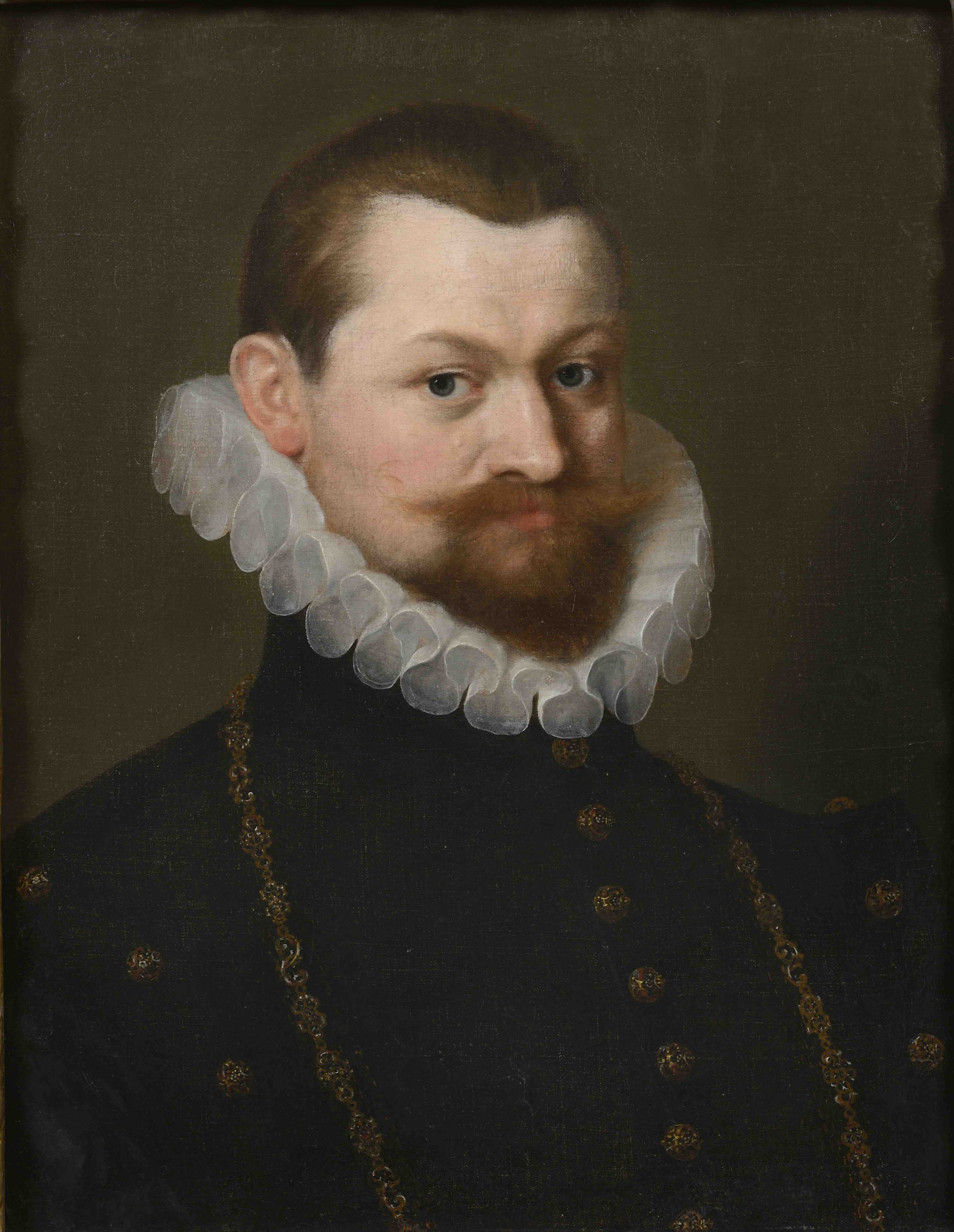
Zdeněk Vojtěch Popel I. (Lobkovický palác, Pražský hrad)

Na přelomu století Spranger upustil od malby elegantních postav z Venušina cyklu a nahradil je neobvyklými ikonografickými motivy s moralizujícím obsahem, jak to dokládá obraz Alegorie osudu sochaře Hanse Monta (1607, Obrazárna Pražského hradu) nebo Alegorie na turecké války (asi 1610, česká soukromá sbírka). Obraz připomínající turecké války vyniká ponurostí, kterou malíř chtěl vyjádřit dramata blížícího se nového evropského konfliktu. Jako malíře portrétů Sprangera známe především z jeho epitafů. Vlastní portréty dokládají, že k zobrazené osobě měl malíř hlubší vztah. Vedle jeho autoportrétu je Podobizna Zdeňka Vojtěcha Popela I. knížete z Lobkowicz (1598–1603, Lobkowiczký palác na Pražském hradě) tím nejlepším z portrétní tvorby v období rudolfínského manýrismu.

### Kresby
Období 1570–1572, kdy Spranger působil v papežových službách, mělo pro malířovu techniku kresby velký význam. Papežovu objednávku pašijového cyklu předcházelo posouzení dvanácti přípravných kreseb křídou a uhlem na modrém papíře. Ve vídeňské Albertině se však dochovaly jen dvě z nich. Spranger se v nich představuje jako Parmigianinův následovník. Některé malířovy kresby z 80. let převedl do podoby grafických listů Hendrick Goltzius tak působivě, že svou kompozicí, zahrnující i několik desítek postav, se staly vzorem mladším umělcům. Později však Spranger ve svých kresbách redukuje počet postav. Pozdní malířovy kresby se vyznačovaly omezením perokresby a význam spočíval v jejím lavírování a bělobě, čímž dosahoval modelace a sjednocení tvarů.

### Grafika

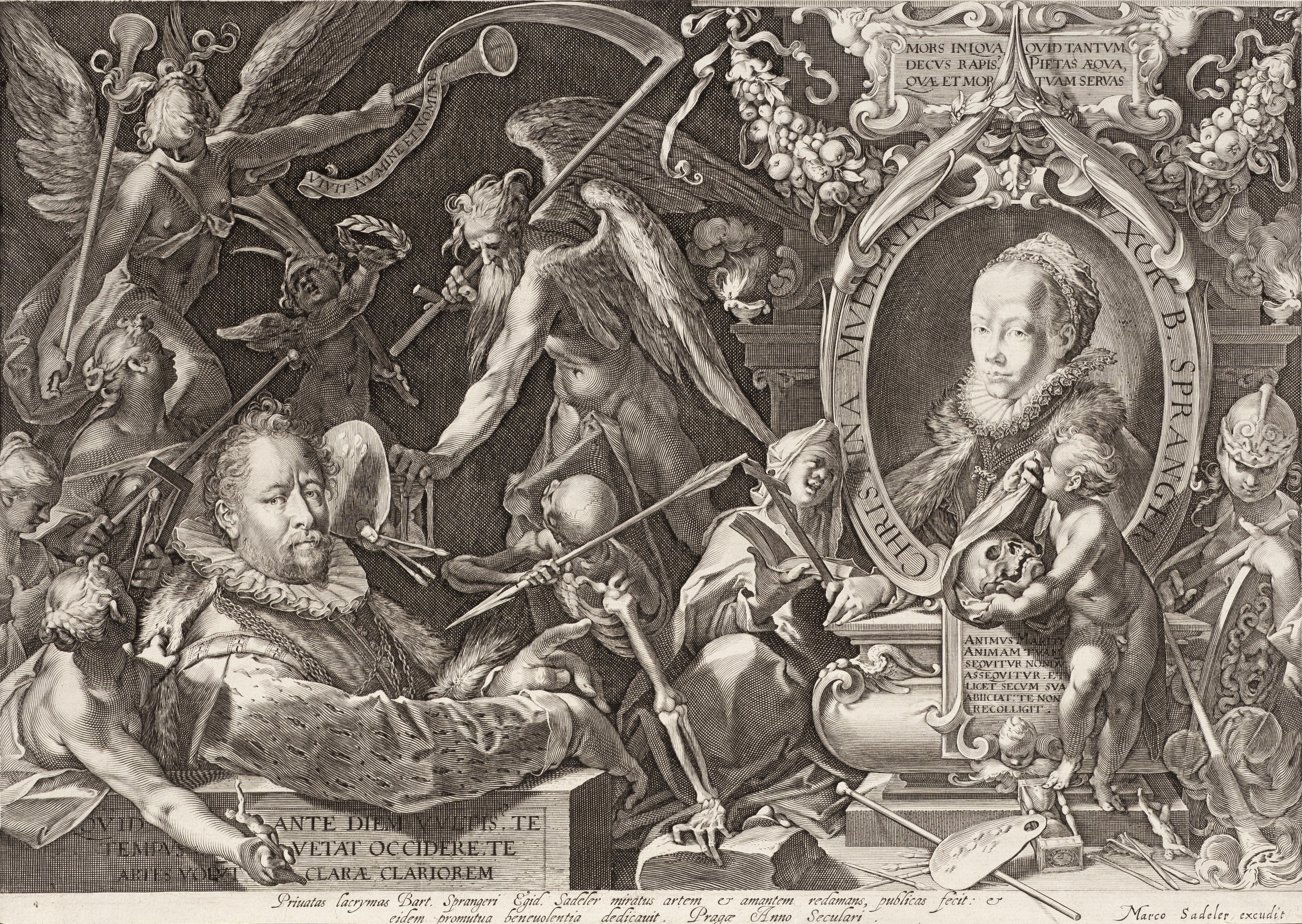
Alegorický dvojportrét Bartholomea Sprangera a jeho zesnulé choti Christiny (podle Sprangera vyryl Aegidius II. Sadeler, 1600), Národní galerie v Praze

Především Sprangerovy kresby byly natolik podnětné, že iniciovaly zájem o reprodukování jeho děl. Počínaje Cornelisem Cortem, který ryl podle Sprangera již v roce 1573, a Johannem Sadelerem v roce 1581, kdy pracoval v Antverpách, se malířovy předlohy rozšířily po Evropě v Goltziusových grafikách. Grafický list Svatba Amora a Psyché patří k nejambicióznějším projektům kresby a grafiky závěru 16. století, ve kterém Spranger (kresba) a Goltzius (rytec) prokázali své umělecké kvality. Ty měly význam pro formování malby pozdního manýrismu. Od roku 1597 vytvářel podle Sprangera grafické listy i Aegidius Sadeler, který v letech 1608 až 1612 bydlel ve Sprangerově domě. Aegidius Sadeler tak měl k dispozici široký výběr z jeho děl. Na rozdíl od Goltzia však Sadeler šířeji využil kontrastu tmavých stínů a osvětlených partií, čímž dosáhl dojmu trojrozměrnosti. Dokladem přátelství Sprangera s rytcem Sadelerem je rytina, v níž Spranger „zveřejnil“ svůj zármutek nad ztrátou manželky. Kompozičně i významově je list rozdělen na dvě poloviny. Vpravo je věnován zesnulé manželce, vlevo zarmoucenému Sprangerovi. Obě části spojují postavy Smrti a Chrona, který zabraňuje Smrti zabodnout předčasně šíp do malířova srdce. 

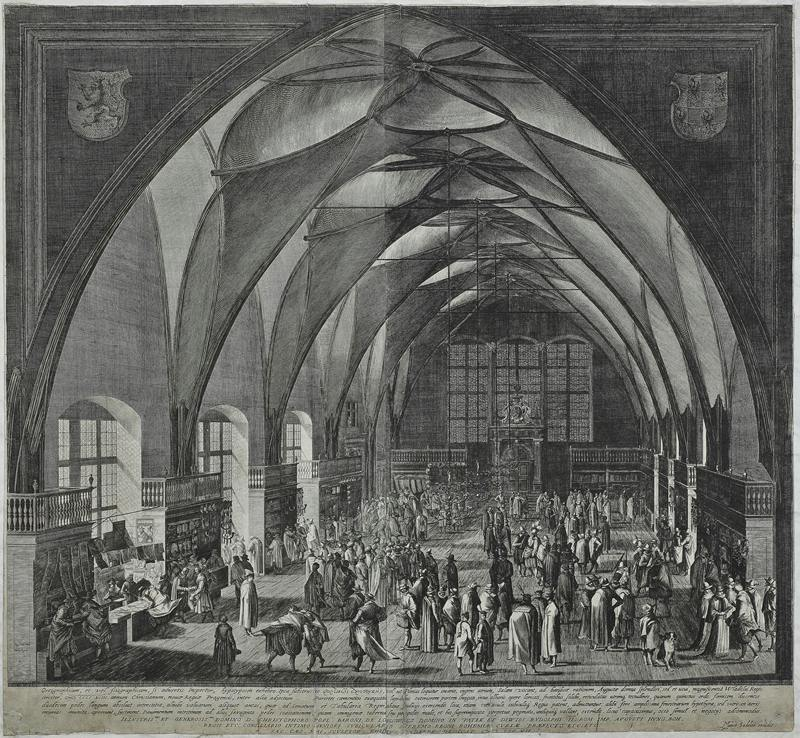
Vladislavský sál (1607, Národní galerie, Praha)

Asi roku 1607 vznikl nejvýznamnější grafický list, ve kterém Sadeler zachytil perspektivní pohled do interiéru Vladislavského sálu na Pražském hradě. Mědiryt dokumentoval bohatý společensko-politický život rudolfínského dvora. Přibližně ze stejné doby pocházejí i grafická díla Jana Müllera a Lucase Kiliana napodobující šerosvit Sprangerových obrazů. A byl to především Lucas Kilian, kdo v prvních desetiletích 17. století hojně ryl podle Strangerových a Heintzových předloh.

### Sochařství

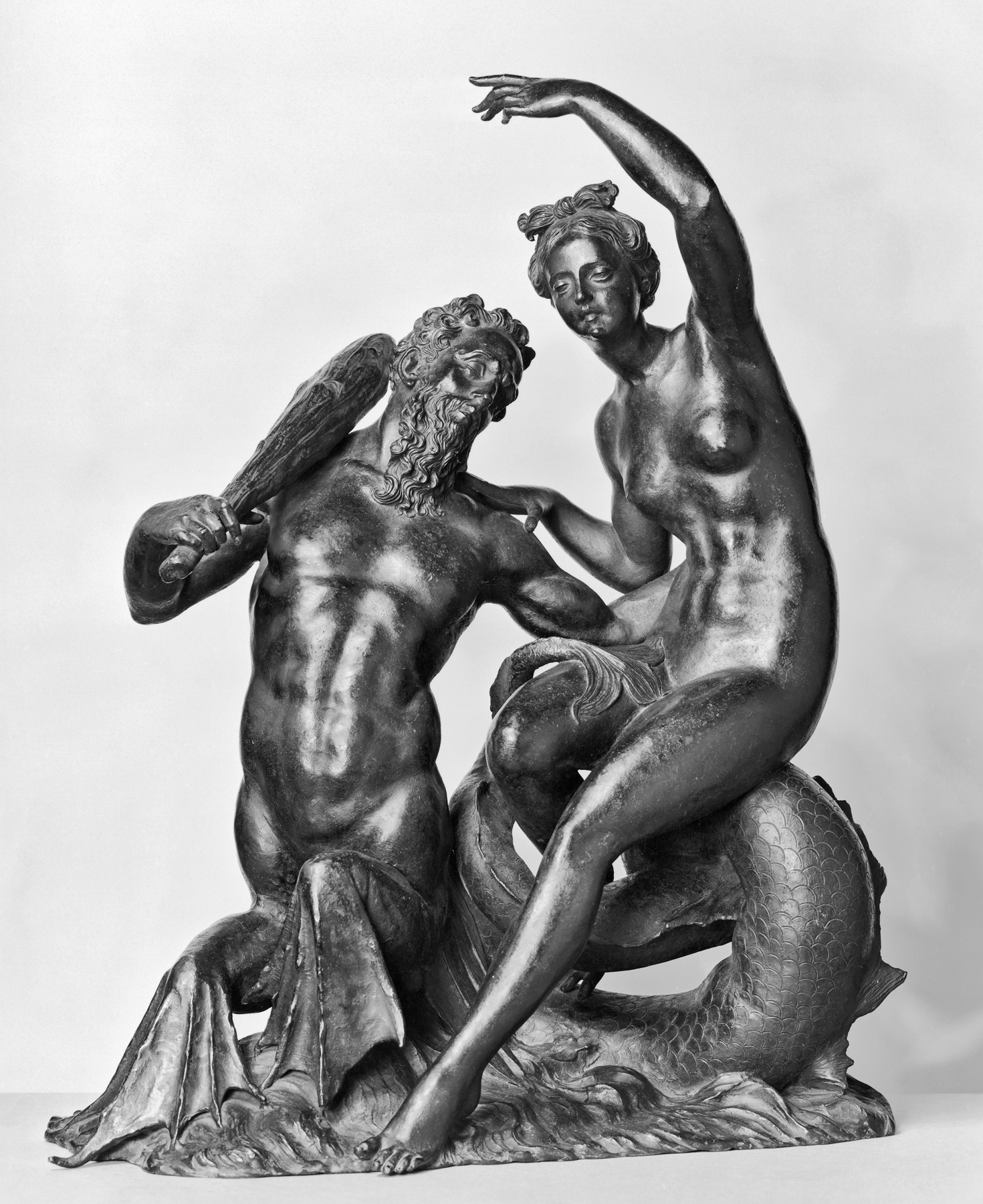
Achyles a Deianeira (asi 1600, Walters Art Museum, Maryland)

Spranger se se sochařskou dekorací seznámil již během svého italského pobytu. Významných podnětů se mu dostalo při spolupráci s Hansem Montem, kdy společně pracovali pro císaře Maxmiliána II. na výzdobě letohrádku Neugebäude u Vídně. Po odchodu Hanse Monta z rudolfínské Prahy vzniklo z této spolupráce několik drobných plastik, kterými Spranger vyplnil sochařské vakuum, které zaplnil až Adrian de Vries po svém příchodu do Prahy (1601). Jedním z mála dokladů Sprangerovy sochařské tvorby je 60 cm vysoké sousoší Achileus a Deianeira (asi 1600, Waltersovo uměleckém muzeum v Baltimoru, U.S.A.).

## Umělecko-historický význam Sprangerova díla
Všestrannost Sprangerovy tvorby byla inspirativní po celou první polovinu 17. století jak pro umělce v Čechách a v Holandsku, tak jinde v Evropě. Holandského malíře Abrahama Bloemaerta ovlivnil Spranger natolik, že některé jejich obrazy a kresby byly vzájemně zaměňovány. Spranger se prostřednictvím svých oltářních obrazů v pražských kostelích podílel na formování české raně barokní malby, což dokládají především obrazy Karla Škréty a jeho následovníka, Jana Jiřího Heinsche. Působil však i na umělce druhého rokoka, jmenovitě na Josefa Mánesa. Později Sprangerova malířská tvorba ovlivnila i historickou malbu Františka Ženíška.

## Výstavy děl Bartholomea Sprangera v České republice
- 2012: Rudolf II. a mistři grafického umění. Národní galerie, Praha, Konírna paláce Kinských. Doba konání: 19. 12. 2012 – 26. 5. 2013. Kurátorky výstavy: Alena Volrábová a Blanka Kubíková.
- 2013: Tři významné obrazy rudolfínských mistrů ze soukromého majetku. Národní galerie, Praha, Schwarzenberský palác. Doba konání: 13. 3. 2013 – 26. 5. 2013.
- 2014: Rudolfínští mistři: Díla dvorních umělců Rudolfa II. z českých soukromých sbírek. Muzeum hlavního města Prahy. Doba konání: 12. 11. 2014 – 29. 3. 2015. Kurátorka výstavy: Eliška Fučíková.